# Ороно (Міннесота)
Ороно (англ. Orono) — місто (англ. city) в США, в окрузі Ганнепін штату Міннесота. Населення — 8315 осіб (2020).

## Географія
Ороно розташоване за координатами 44°57′40″ пн. ш. 93°35′16″ зх. д. / 44.96111° пн. ш. 93.58778° зх. д. (44.960980, -93.587728).  За даними Бюро перепису населення США в 2010 році місто мало площу 65,14 км², з яких 41,39 км² — суходіл та 23,74 км² — водойми.

## Демографія
Згідно з переписом 2010 року, у місті мешкало 7437 осіб у 2826 домогосподарствах у складі 2155 родин. Густота населення становила 114 особи/км².  Було 3209 помешкань (49/км²).
Расовий склад населення:
| - 96,5 % — білих - 1,1 % — азіатів - 0,4 % — чорних або афроамериканців - 0,2 % — корінних американців |

До двох чи більше рас належало 1,1 %. Частка іспаномовних становила 1,7 % від усіх жителів.
За віковим діапазоном населення розподілялося таким чином: 26,6 % — особи молодші 18 років, 60,8 % — особи у віці 18—64 років, 12,6 % — особи у віці 65 років та старші. Медіана віку мешканця становила 45,7 року. На 100 осіб жіночої статі у місті припадало 105,0 чоловіків;  на 100 жінок у віці від 18 років та старших — 103,4 чоловіків також старших 18 років.
Середній дохід на одне домашнє господарство  становив 202 449 доларів США (медіана — 116 292), а середній дохід на одну сім'ю — 234 508 доларів (медіана — 147 578). За межею бідності перебувало 4,1 % осіб, у тому числі 4,7 % дітей у віці до 18 років та 2,3 % осіб у віці 65 років та старших.
Цивільне працевлаштоване населення становило 3900 осіб. Основні галузі зайнятості: фінанси, страхування та нерухомість — 17,2 %, освіта, охорона здоров'я та соціальна допомога — 16,2 %, науковці, спеціалісти, менеджери — 15,7 %.